# Acanthocyclops robustus
Acanthocyclops robustus är en kräftdjursart som först beskrevs av Georg Ossian Sars 1863.  Acanthocyclops robustus ingår i släktet Acanthocyclops och familjen Cyclopidae. Arten är reproducerande i Sverige. Inga underarter finns listade i Catalogue of Life.